# Schloss Westerhaus

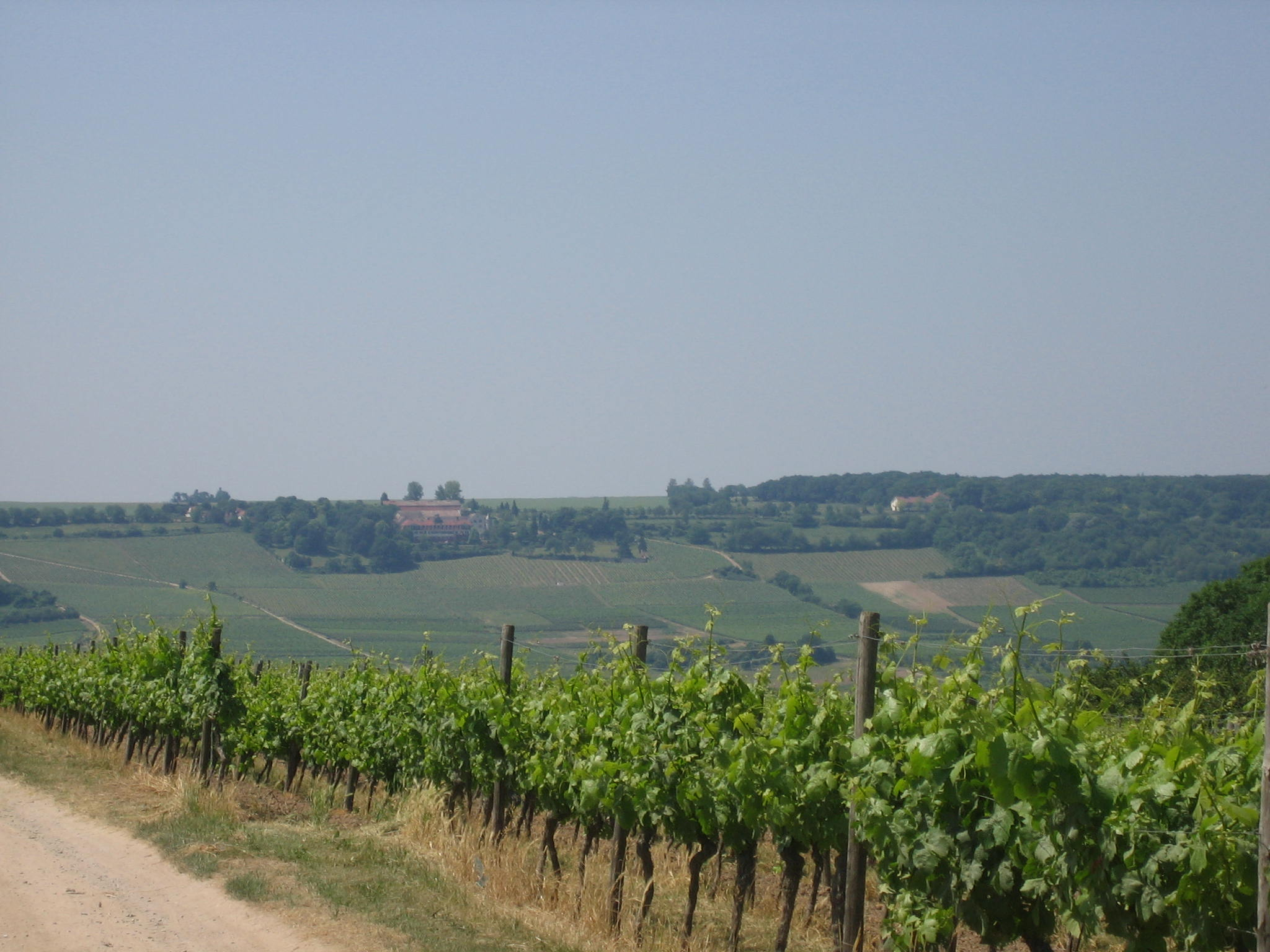
Schloss Westerhaus auf dem Westerberg mit umgebenden Weingut

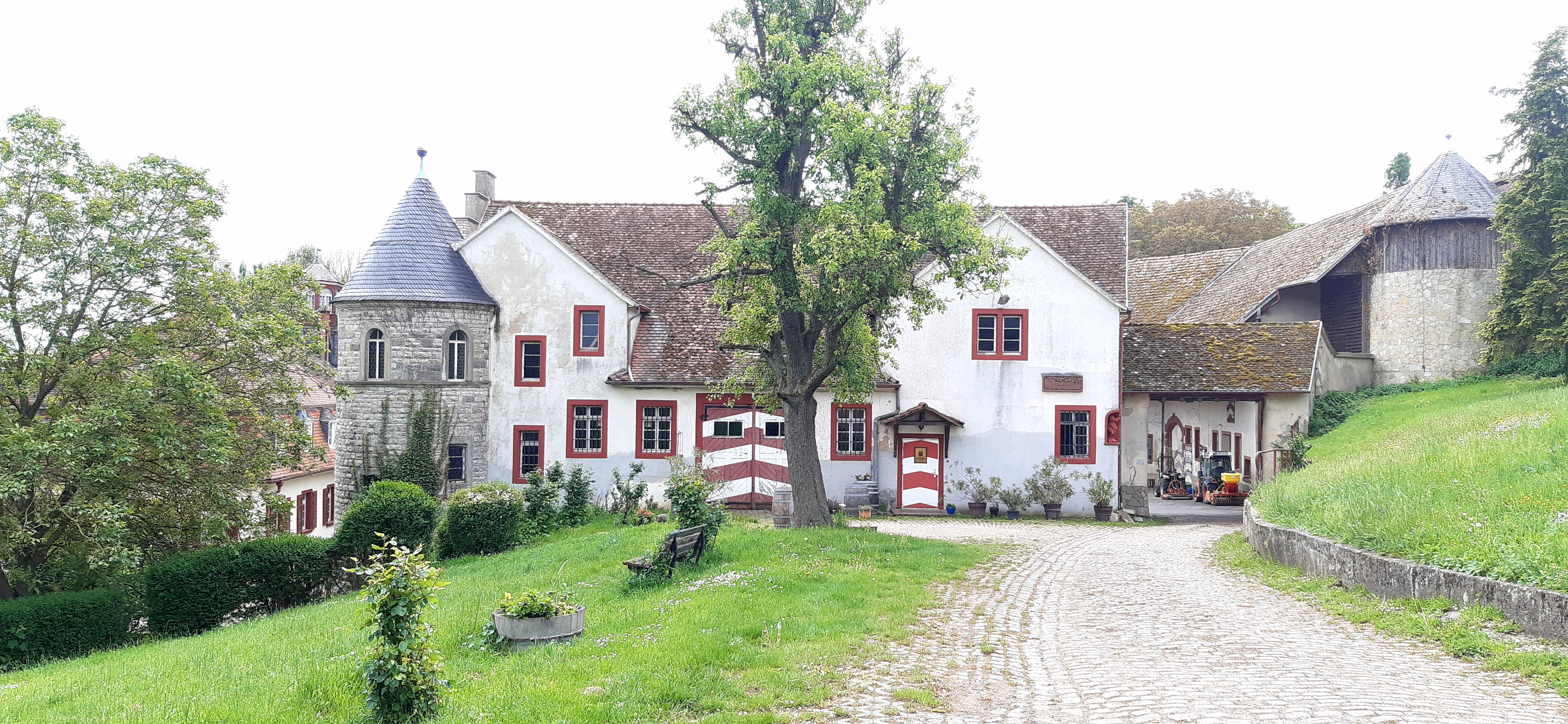
Schloss Westerhaus, nordöstliche Zugangsseite

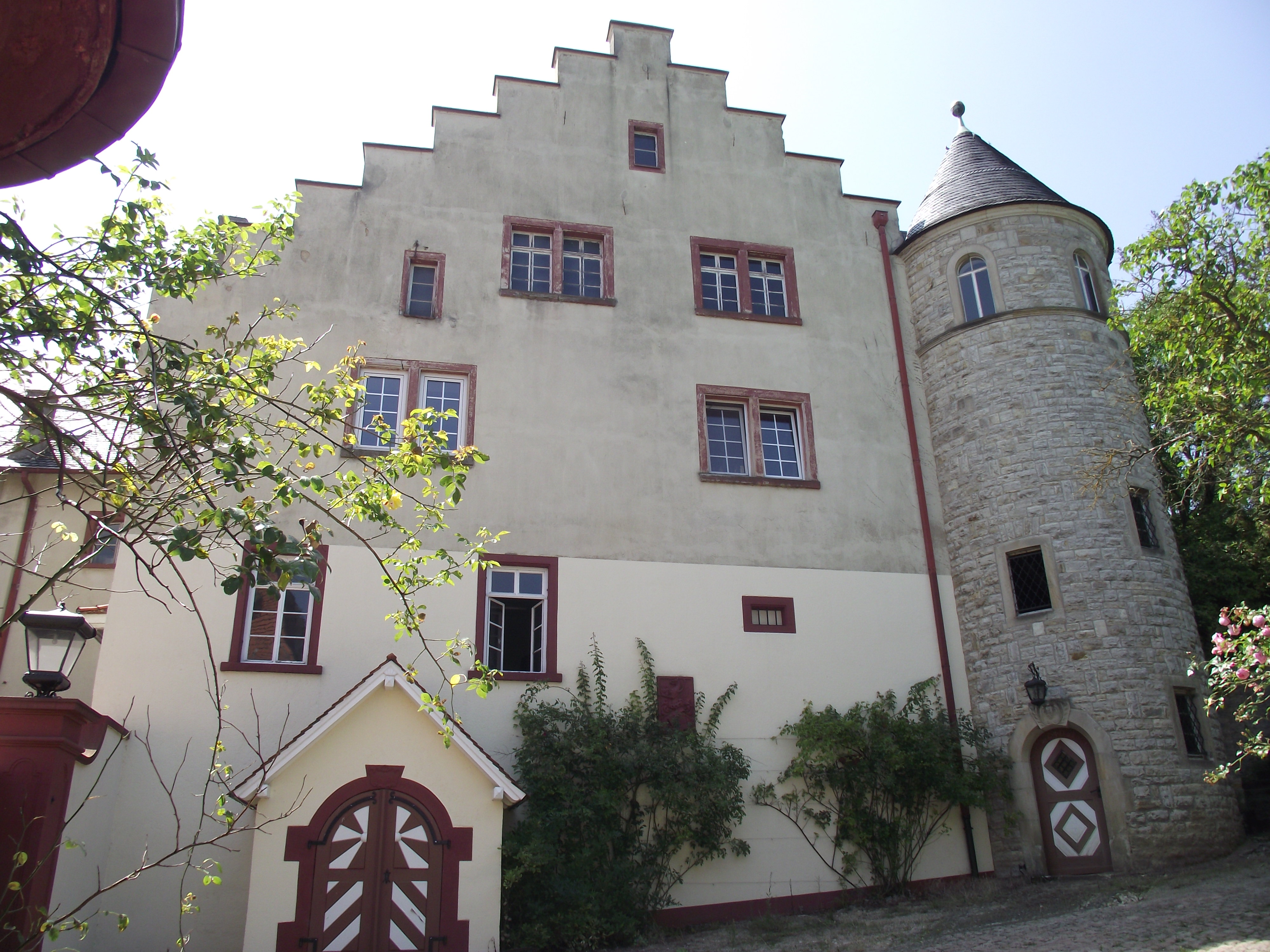
Ost- und Giebelseite des nördlichen Gebäudeteils des Schlosses (Wirtschaftsteil)

Das Schloss Westerhaus ist das größte Hofgut Rheinhessens. Es steht auf dem Westerberg nahe Großwinternheim bei Ingelheim am Rhein, ist Mitglied im Verband Deutscher Prädikatsweingüter (VDP) und wird in vierter Generation geführt. Die Weinberge bestehen aus uralten Muschelkalk-Felsen; der Weinkeller des Weingutes ist in den Berg gehauen, was an eine Tropfsteinhöhle erinnert, aber optimal für den Wein geeignet ist. Das Schloss liegt an der Hiwweltour Westerberg.

## Geschichte

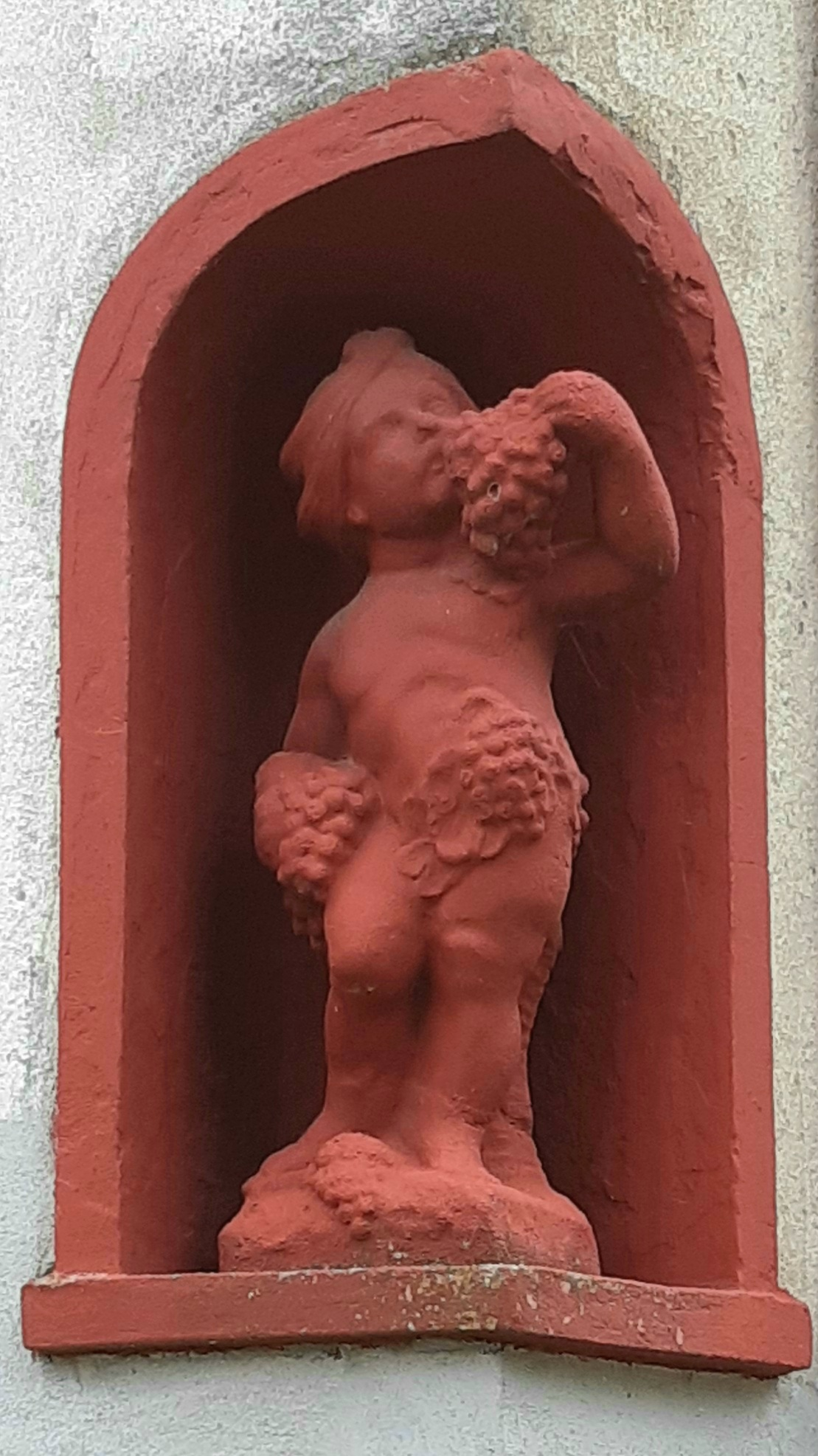
Putte mit Weintrauben als Eckfigur am Wirtschaftseingang

Im Jahr 1408 findet sich eine erste urkundliche Erwähnung eines Hus und ecker uff deme Westirberge. Es wird angenommen, dass die tatsächliche Gründung weit länger zurückliegt und in Zusammenhang mit der Gründung der Kaiserpfalz Karls des Großen in Ingelheim im 8. Jahrhundert steht. Die Generaldirektion Kulturelles Erbe ordnet die Ersterwähnung in ihrer Liste der Kulturdenkmäler in Ingelheim am Rhein dem Jahr 1190 zu. Über 600 Jahre residierten die Grafen von Bolanden und Ingelheim in Schloss Westerhaus. Als kurpfälzisches Lehen war Schloss Westerhaus über 400 Jahre bis zur Enteignung durch französische Revolutionstruppen zum Beginn des 19. Jahrhunderts im Besitz der Grafen von Ingelheim.
Am 4. Oktober 1900 erwarb Heinrich Opel aus Rüsselsheim, einer der fünf Söhne Adam Opels, das Anwesen um es zum Mustergut auszubauen. Seine Frau Emilie war eine von mehreren Töchtern des Großherzoglich-Hessischen Ökonomierates Friedrich Weber (1841–1917), Pächter der hessischen Staatsdomäne Mönchhof bei Kelsterbach und nachmaliger Besitzer des Hofgutes Petersau.
Das Westerhaus war damals nur mühevoll zu erreichen und schwer zu bewirtschaften. Alle Versorgungsgüter mussten mit Pferde- und Ochsenkarren über steile Hohlwege zum Hofgut den Westerberg hinauf bzw. hinunter geschafft werden. Ein steifer Westwind und der skelettreiche Lössboden erschwerten das landwirtschaftliche Geschäft.
Der Bau einer Straße begann im Jahr 1916, als die Militärregierung der Festung Mainz eine weitere Verteidigungslinie parallel zum Mainzer Berg errichten wollte; die Selzstellung war der letzte und teuerste Verteidigungsring, der für die Festung errichtet wurde. Zunächst wurde eine Trasse von der Altegasse bis hoch zum Westerhaus gelegt und dann mit dem Bau einer Zahnradbahn begonnen. Ziel war es den Westerberg nach Osten mit Gräben und Fortifikationen gegen die Franzosen zu schützen. Die Bahn wurde zwar fertiggestellt, der Festungsgürtel jedoch nicht, da die Militärs ihre Pläne änderten. Daher wurde die Bahn wieder abtransportiert.
Diese Trasse ließ Heinrich von Opel 1920 zu einer Privatstraße ausbauen. Seine Tochter Irmgard von Opel sorgte später für eine Asphaltschicht. Die Straße wurde noch lange danach als Zahnrad-Chaussee bezeichnet. Die mit Schlosshof und Wirtschaftshof zweiteilige Anlage wird im Erscheinungsbild durch den Um- und Ausbaus von 1922 bis 1927 geprägt. Vom Tal aus ist der schlossartige Mansardwalmdachbau aus den 1920er Jahren weithin zu sehen. Das Ensemble wird ergänzt durch einen terrassierten Park mit Wasserbecken und Einfriedung. Unter den Nebengebäuden ist ein Treppengiebelbau, im Kern wohl im 16. oder 17. Jahrhundert errichtet, zu finden. Dessen Treppenturm und Kelterhaus stammen von 1922. Auch die mächtige Scheune mit Mansarddach wurde in den 1920er Jahren errichtet.
Mit dem Erwerb der Eulenmühle im Selztal sicherten sich die Opels Wasserrechte. Das Wasser wurde mit einem Pumpsystem auf den Berg geschafft. Die hierdurch mögliche Bewässerung und neue landwirtschaftliche Methoden wie tiefes Pflügen und erste Mechanisierung steigerten den wirtschaftlichen Erfolg deutlich. Über mehrere Jahre existierte auf Schloss Westerhaus sogar eine Zwergschule, in der acht Kinder aus vier Jahrgangsstufen unterrichtet wurden. Während des Zweiten Weltkrieges wurde unter der Führung von Irmgard von Opel ein Kriegslazarett für Pferde und Soldaten aller Seiten errichtet. Infolgedessen wurde Schloss Westerhaus nie bombardiert.
Zum Besitz gehört ein Gestüt mit markanter Reithalle. In den 1930er Jahren war Irmgard von Opel die damals wohl beste Reiterin der Welt im Military- und Springsattel. Sie siegte in vielen Prüfungen im In- und Ausland und gewann 1934, als erste Frau, mit ihrem Schimmel Nanuk das deutsche Springderby in Klein-Flottbek (heute zu Hamburg). Die Denkmalzone Gestüt Westerberg wurde 1912 gegründet. Sie ist gekennzeichnet durch parkartige Freiflächen, Koppeln und Reitplätze, die mit altem Baumbestand umsäumt sind. Die aufgelockerte herrschaftliche neubarocke Baugruppe wurde im Wesentlichen zwischen 1920 und dem Anfang der 1930er Jahre errichtet. Das Gestüt Westerberg ist heute eines der besten Vollblut Gestüte Deutschlands.

## Heutige Nutzung

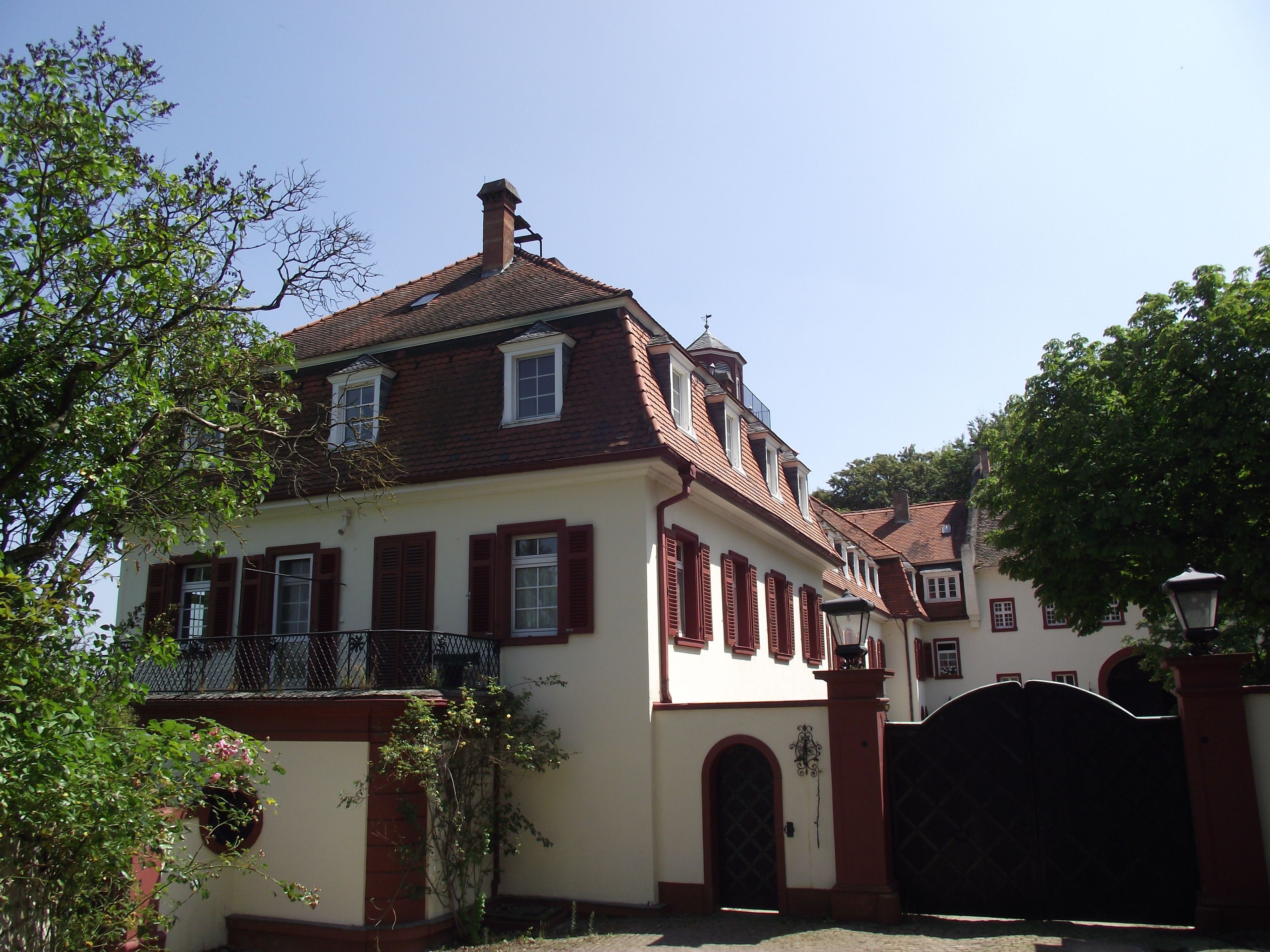
Nordöstlicher Eingang mit dem schlossartigen Mansardwalmdachbau der 1920er Jahre

Heute ist das Weingut Schloss Westerhaus der bekannteste Teil des Hofguts. Im Jahre 1978 übernahmen Heinz von Opel und seine Frau Claudia den Westerberg und öffneten ihn seit 1979 mehr und mehr dem Publikum. Sie pflanzten Bäume und luden Spaziergänger ein, die Aussicht von der Anhöhe zu genießen und legten einen Weinlehrpfad an.
Seit 2008 führen nun in vierter Generation Ivonne Gräfin von Schönburg-Glauchau (geb. von Opel) und ihr Mann Johannes Graf von Schönburg-Glauchau das Weingut Schloss Westerhaus. Über die Region hinaus bekannt und beliebt sind die Jazz-Veranstaltungen und das traditionell an Pfingsten stattfindende 3-tägige Hoffest, die im Umfeld der Schlossanlage angeboten werden. Das Weingut Schloss Westerhaus ist auch Teil des beliebten Ingelheimer Rotweinfestes. Seit 2019 ist das Schloss auch Spielort des Rheingau Musik Festivals.
Bekannt ist das Weingut auch durch Film- und Fernsehproduktionen wie Der Staatsanwalt, Der letzte Zivilist oder Der Hochzeitswalzer. Außerdem war Schloss Westerhaus auch schon Teil mehrerer Dokumentationen von SWR Fernsehen.
Das Weingut bewirtschaftet insgesamt 18 Hektar Weinberge in der Monopollage Ingelheimer Schloss Westerhaus, sowie in den Lagen Sonnenhang, Schlossberg, Sonnenberg und Klostergarten.
70 % der Rebfläche sind mit Burgundersorten, 30 % mit Riesling bepflanzt. Seit 1983 ist das Weingut im Regionalverband Rheinhessen des VDP organisiert. Der im Jahr 2006 verstorbene Heinz von Opel war Vorstand des VDP Rheinhessen und Vizepräsident des VDP Bundesverband. Die Weine zeichnen sich durch ihre Frische und ihre Mineralität aus.
Auf der DM-Liste der 100 besten Weingüter Deutschlands erschien das Weingut erstmals 1987. Seit 1990 zählt das Weingut immer wieder zu den 1000 weltbesten Gütern. Im Gault Millau ist das Weingut mit 3 Trauben (2021) bewertet und wurde zuletzt 2019 als Aufsteiger bewertet. Weitere Bewertungen finden sich in der Vinum Weinguide (3 Sterne, 2021) und im Falstaff Weinführer (3 Sterne, 2020).
Es führen auch mehrere Wanderwege zum und vom Schloss, wie beispielsweise die Hiwweltour Westerberg oder die Ingelheimer Auslese.